# М’Кормак, Адетокумбох
Адетокумбох М’Кормак (англ. Adetokumboh M'Cormack; род. 27 февраля 1982, Сьерра-Леоне) — американский актёр кино, телевидения и озвучивания. В титрах также указывается как Эйд Маккормак (англ. Ade McCormack), Фредерик Маккормак (англ. Frederick McCormack) и Адетокумох Маккормак (англ. Adetokumoh McCormack). По происхождению относится к этнической группе «креолы Сьерра-Леоне».

## Биография
Фредерик Адетокумбох М’Кормак родился 27 февраля 1982 года в Сьерра-Леоне. Его отец — дипломат, поэтому юноша жил в Нигерии, в Кении, в Англии, потом эмигрировал в США, где поступил в Перчейз-колледж в Нью-Йорке и окончил его с отличием. Затем М’Кормак переехал в Лос-Анджелес, чтобы стать актёром. Это у него получилось: с 2005 года он начал сниматься для телевидения, в следующем году состоялся его дебют на широком экране, с 2008 года М’Кормак озвучивает компьютерные игры, с 2018 года — мульт-, веб- и телесериалы. С 2014 года пробует себя как продюсер, режиссёр и сценарист малоизвестных короткометражных картин. В 2018—2019 годах М’Кормак номинировался на ряд малоизвестных фестивальных наград и выиграл несколько из них.

## Избранная фильмография

### Широкий экран
Кроме озвучивания
- 2006 — Кровавый алмаз / Blood Diamond — тренер-инструктор ОРФ
- 2011 — Инопланетное вторжение: Битва за Лос-Анджелес / Battle: Los Angeles — Джибрил Адукву, санитар
- 2014 — Первый мститель: Другая война / Captain America: The Winter Soldier — пират французского радио
- 2015 — Под маской[англ.] / Beyond the Mask — Джошуа Брэнд

### Телевидение
Кроме озвучивания
- 2006 — Отряд «Антитеррор» / The Unit — Аммануэль (в эпизоде Unannounced[англ.])
- 2006 — Остаться в живых / Lost — Йеми, покойный брат Мистера Эко (в 3 эпизодах)
- 2006—2007 — Девочки Гилмор / Gilmore Girls — Филип (в 3 эпизодах[англ.])
- 2007 — Без следа / Without a Trace — Айзек Гаранг (в эпизоде Lost Boy)
- 2007 — Герои / Heroes — Туко (в 4 эпизодах)
- 2008 — Детектив Раш / Cold Case — Дарнелл Брент (в эпизоде True Calling)
- 2009 — 24 часа / 24 — майор Зезе Это’о (в 2 эпизодах)
- 2015 — Шёпот / The Whispers — доктор Кариф (в эпизоде X Marks the Spot)
- 2015 — Морская полиция: Спецотдел / NCIS — Мэттью Россо (в 3 эпизодах)
- 2017 — Мыслить как преступник: За границей / Criminal Minds: Beyond Borders — Жервас (в эпизоде Lost Souls[англ.])
- 2019 — ОА / The OA — Берт Гейбл (в эпизоде Angel of Death)

### Озвучивание
Игры
- 2008 — SOCOM U.S. Navy SEALs: Confrontation[англ.] — диктор-наёмник
- 2008 — 007: Quantum of Solace — африканцы-наёмники
- 2011 — Ace Combat: Assault Horizon — Браво-1
- 2011 — Call of Duty: Modern Warfare 3 — второстепенные персонажи
- 2013 — Metal Gear Rising: Revengeance — второстепенные персонажи
- 2014 — Call of Duty: Advanced Warfare — Аджани
- 2016 — Uncharted 4: A Thief’s End — наёмник на побережье
- 2017 — Uncharted: The Lost Legacy — наёмник на побережье
- 2019 — Call of Duty: Modern Warfare — второстепенные персонажи

ТВ
- 2018 — Адам портит всё / Adam Ruins Everything — Нельсон Мандела (в эпизоде Reanimated History: Mutually Assured Ruination)
- 2018—2020 — Кастлвания / Castlevania — Айзек (в 18 эпизодах)

Веб
- 2017 — Залив[англ.] / The Bay — Майкл (в эпизоде #3.14)
- 2019 — Шервуд[англ.] / Sherwood — Захватчик (в 7 эпизодах)